# Schéma régional de raccordement au réseau des énergies renouvelables
Le Schéma régional de raccordement au réseau des énergies renouvelables (S3REnR) est, en France, l'un des schémas d'Aménagement du territoire déterminés par la Loi Grenelle II qui fait suite au Grenelle de l'Environnement de 2007. 

## Objectifs
Dans un contexte de transition énergétique et de développement rapide des alternatives aux énergies fossiles, parallèlement à la PPE (Programmation pluriannuelle de l'énergie), il vise à planifier l'atteinte des objectifs nationaux et régionaux d'augmentation de la part des énergies renouvelables dans le mix énergétique (en France : 23 % du mix en 2020). Concernant l'échelle régionale, ce schéma doit respecter le Schéma régional du climat, de l'air et de l'énergie (SRCAE) ; un amendement proposait qu'il soit établi simultanément à ce schéma, mais cet amendement n'a pas été retenu.
Il doit faciliter et accélérer les futurs raccordement au réseau de nouveaux sites de production d'électricité non issue d'énergies fossiles ; compenser l'intermittence des énergies renouvelables, et mutualiser les productions pour diminuer les disparités régionales.

## Élaboration
Il est élaboré après avis des autorités organisatrices de la distribution (dans leur domaine de compétence), par le gestionnaire du réseau public de transport d'électricité (RTE) , en accord avec les gestionnaires des réseaux publics de distribution. 

Il est approuvé par le préfet de région dans un délai de six mois à compter de l’établissement du SRCAE.

## Contenu
Ce schéma définit :
- les ouvrages à créer pour atteindre les objectifs fixés par le SRCAE (Schéma régional du climat, de l'air et de l'énergie) ;
- les ouvrages à créer pour renforcer ces mêmes objectifs ;
- un périmètre de mutualisation des postes du réseau public de transport, des postes de transformation entre les réseaux publics de distribution et le réseau public de transport et des liaisons de raccordement de ces postes au réseau public de transport.

Il rappelle pour chacun de ces ouvrages (existants ou à créer) :les capacités d’accueil de production (pour atteindre les objectifs fixés par le SRCAE et par le Document stratégique de façade quand il existe.
Il évalue les coûts prévisibles d'établissement des capacités d'accueil nouvelles nécessaires pour atteinte des objectifs (cités au 3° du I de l’article L. 222-1 du code de l'Environnement)
« Les capacités d’accueil de la production prévues dans ce schéma régional de raccordement au réseau des énergies renouvelables sont « réservées pendant une période de dix ans au bénéfice des installations de production d’électricité à partir de sources d’énergie renouvelable ». » ;

## Budgets (mise en œuvre, évaluation...)
Ils ne sont pas explicitement prévus par la loi.
Le Fonds Chaleur créé en 2009 pour accompagner certains engagements du Grenelle de l'Environnement (dont l'objectif d'atteindre 23 % d’énergie d’origine renouvelable avant 2020, dont plus de la moitié sous forme de chaleur), est un des outils d'accompagnement de l'évolution des réseaux de chaleur.  